# 比利亚拉米耶尔
比利亚拉米耶尔，是西班牙卡斯蒂利亚-莱昂帕伦西亚省的一个市镇。 总面积30平方公里，总人口1056人（2001年），人口密度35人/平方公里。